# Monocentris japonica
Espèce
La Pomme de pin japonaise (Monocentris japonica) est une espèce de poisson beryciforme de la famille des Monocentridae. Il ressemble beaucoup au Poisson pomme de pin Cleidopus gloriamaris qui est de la même famille. Il mesure entre 8 et 15 cm.
Le Sultanat d'Oman lui a dédié un timbre, émis en 2000.